# Husajn Salman Makki
Husajn Salman Makki (ur. 20 grudnia 1982) – piłkarz bahrajński grający na pozycji pomocnika.

## Kariera klubowa
Karierę piłkarską Makki rozpoczął w klubie Al-Shabab z miasta Manama. W 2002 roku zadebiutował w jego barwach w bahrajńskiej Premier League. Zawodnikiem Al-Shabab był do końca 2004 roku. W 2004 roku zdobył z nim Puchar Króla Bahrajnu. Na początku 2005 roku odszedł do Al-Arabi ze Zjednoczonych Emiratów Arabskich, a w drugiej połowie 2005 roku grał w tamtejszym Al Wasl.
Na początku 2006 roku Makki wrócił do Bahrajnu i został piłkarzem zespołu Riffa Club. Z kolei na początku 2007 przeszedł do Al-Muharraq, z którym wywalczył mistrzostwo i Puchar Korony Księcia Bahrajnu. W 2008 grał w Al-Shabab, a następnie ponownie w Riffa Club. W 2010 roku zdobył z nim Puchar Króla.

## Kariera reprezentacyjna
W reprezentacji Bahrajnu Makki zadebiutował w 2002 roku. W 2007 roku został powołany przez selekcjonera Milana Máčalę do kadry na Puchar Azji 2007. Tam rozegrał jedno spotkanie, z Arabią Saudyjską (0:4).